# Synagoga we Wrocławiu (ul. Żeromskiego 26)
Synagoga we Wrocławiu – dom modlitwy znajdujący się we Wrocławiu przy ulicy Stefana Żeromskiego 26.
Synagoga została założona zaraz po zakończeniu II wojny światowej. W 1950 roku została przeniesiona do nowej siedziby, mieszczącej się przy ulicy Oleśnickiej 11.